# Pirahã
Los pirahã son un pueblo originario del Amazonas brasileño. Se trata de unas 360 personas que viven junto al río Maici, afluente del Amazonas. Aunque conocidos desde hace tiempo, en la última década han trascendido al mundo científico por las especiales características de su lengua  determinada por 8 consonantes y 3 vocales; y que, entre otras cosas, carece de numerales.

## Territorio
El territorio indígena pirahã fue demarcado en 1994. La Reserva limita por el norte con el río Marmelos, desde el igarapé Follaral hasta el igarapé Agua Azul, comprendiendo toda la margen izquierda de este río; por el sur, llega hasta el puente sobre o río Maici, en la carretera Transamazónica. Desde el río Maici hay 8 km, tanto hasta el límite oriental, como hasta el occidental, formándose una faja de que parte de las márgenes izquierda y derecha del río. Son 346.910 hectáreas, en el municipio de Humaitá (Amazonas).

## Economía
Su subsistencia tradicional depende de la pesca y la agricultura mientras que la caza y la recolección cumplen un papel complementario. Durante la estación seca, piaiisi, los hogares se concentran formando aldeas transitorias, viven cerca al río y es un período de abundancia y actividades culturales y fiestas. La estación lluviosa, piaisai, obliga a desplazarse  en grupos más pequeños, hacia el interior de la tierra firme y las familias extensas viven en casas colectivas dispersas y recolectan nuez de Brasil.
Desde 1991, los pirahã han logrado volver a posesionarse de todos los castañales del rio Maici, tras graves conflictos por el despojo que sufrieron, especialmente en 1967. Eso ha hecho aumentar la importancia económica que la recolección de nueces de Brasil tiene para las familias, que ya que ahora pueden comerciar organizadamente parte de lo recolectado.

## Organización social
Distinguen entre parientes distantes, los mage, y parientes próximos, los ahaige, clasificación que determina la reciprocidad en las relaciones e intercambios. El matrimonio se realiza preferencialmente entre primos cruzados bilaterales: ibaisi son las mujeres con quien se puede casar un hombre y aquella con quien se casa, hija de la hermana del padre o del hermano de la madre. El hombre debe pescar para la madre, las hermanas las ibaisi, la esposa y la suegra, que se consideran ahaige. El trabajo y producto de la agricultura se comparte con los mage, hermanos, padre, cuñados, yernos y suegro.

## Idioma
Los pirahã se llaman a sí mismos hiaiti'ihi ("los erguidos"). Hablan una lengua de la familia mura y usan silbidos, murmullos y gritos con significados específicos, en su comunicación. Su idioma y su cultura son muy peculiares, carecen de numerales y de designaciones unívocas para conjuntos y grupos y muy pocos para horas o fechas; no escriben ni leen, no hablan sobre lo abstracto (no existe el concepto de deidad), no construyen frases subordinadas y no se interesan por aprender el portugués, aunque están en estrecho contacto con el exterior. Es una lengua tonal. Para la lingüista Maria Filomena Sândalo, el idioma pirahã es tan complejo y recursivo como cualquier otro. Gracias a las investigaciones de Daniel Everett sobre el idioma pirahã, se puso en entredicho la teoría de la gramática universal de Noam Chomsky que se consideraba universal.